# Bögöte
Bögöte je obec v maďarské župě Vas. V roce 2011 zde žilo 294 obyvatel.